# Margot Friedländer

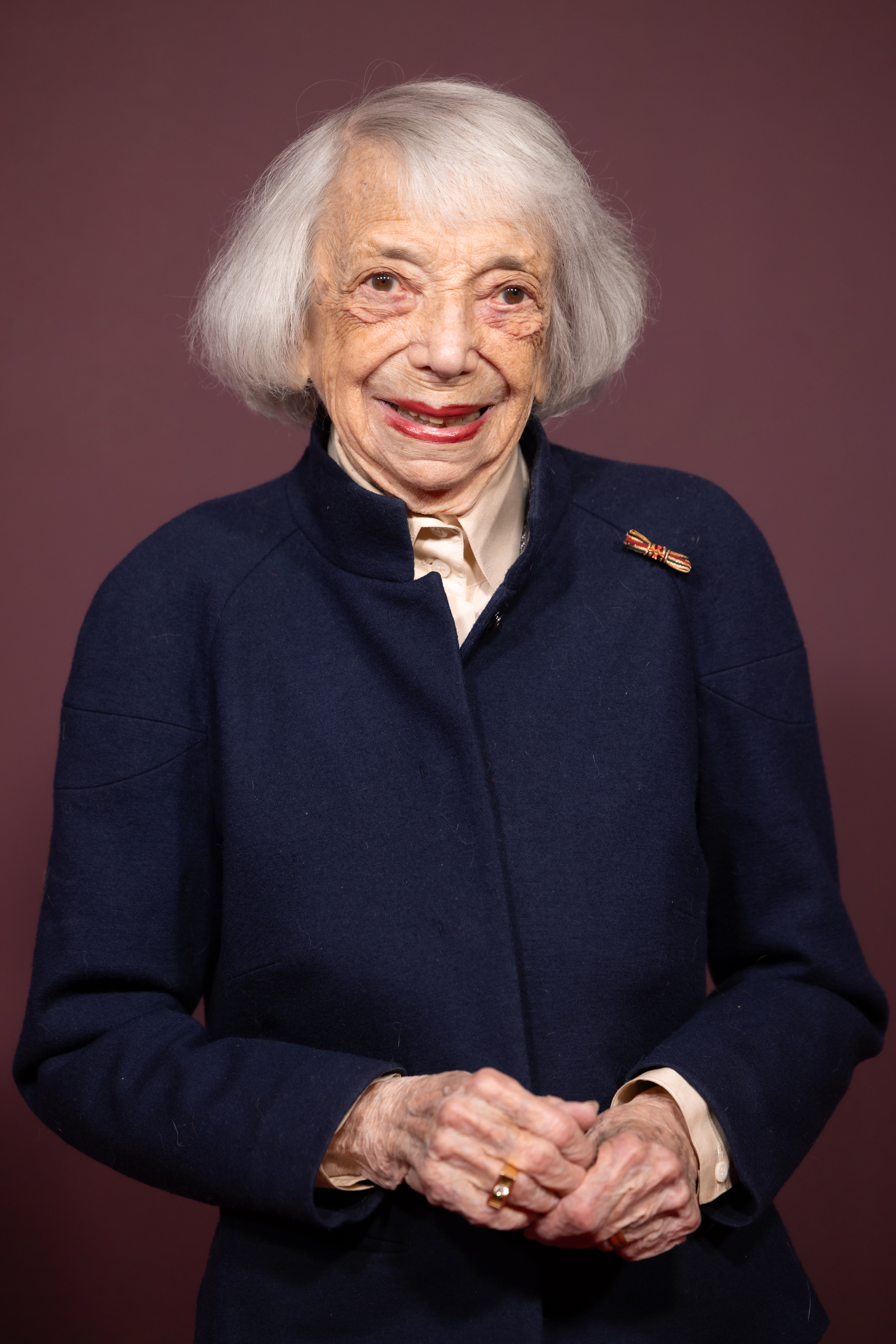
Margot Friedländer (2025)

Margot Friedländer (auch Margot Friedlander; geboren am 5. November 1921 in Berlin als Anni Margot Bendheim; gestorben am 9. Mai 2025 ebenda) war eine deutsche Überlebende des Holocausts, die sich als Zeitzeugin engagierte.

## Leben

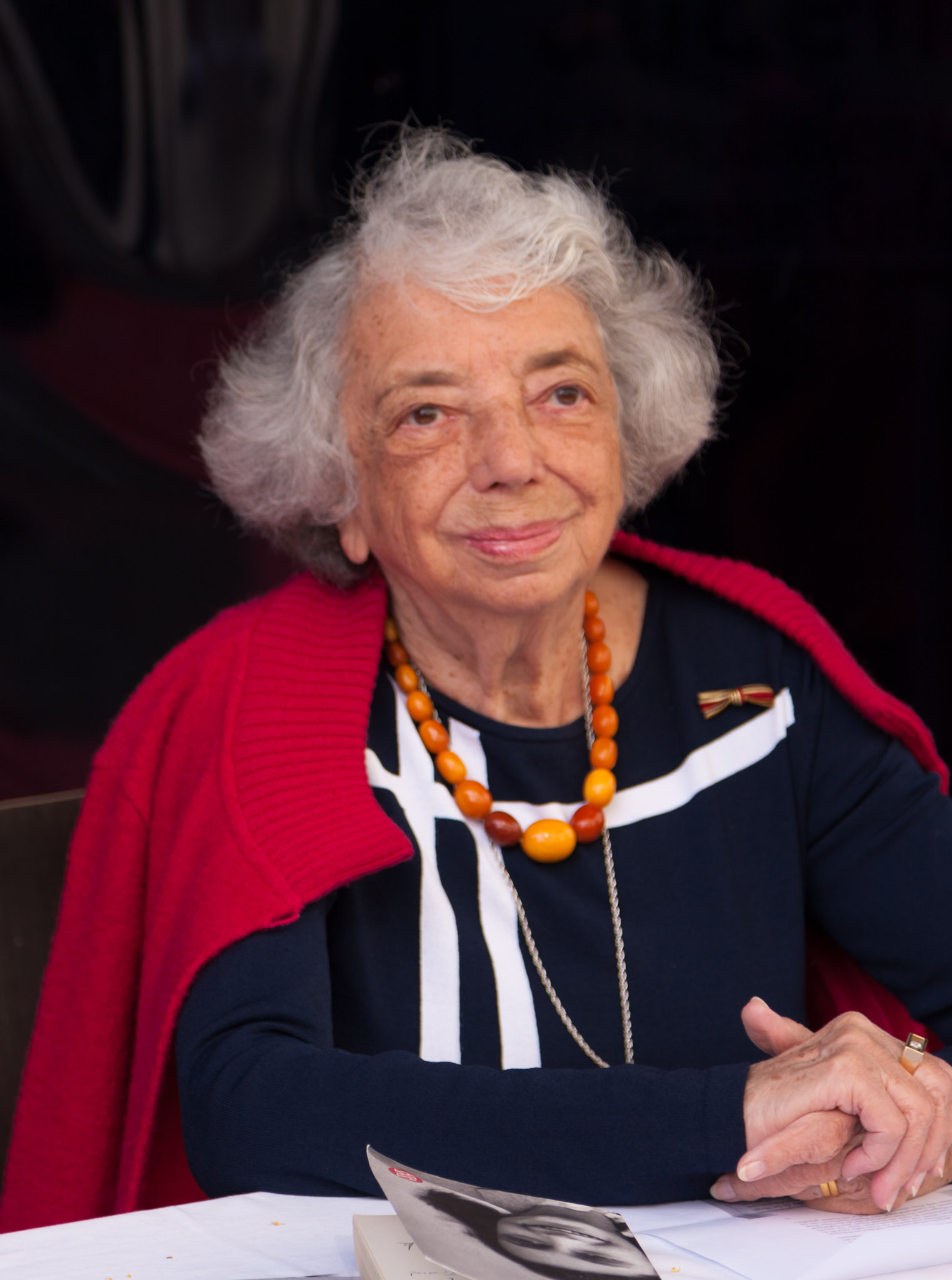
Margot Friedländer bei einer Lesung des Tagebuchs der Anne Frank (2012)

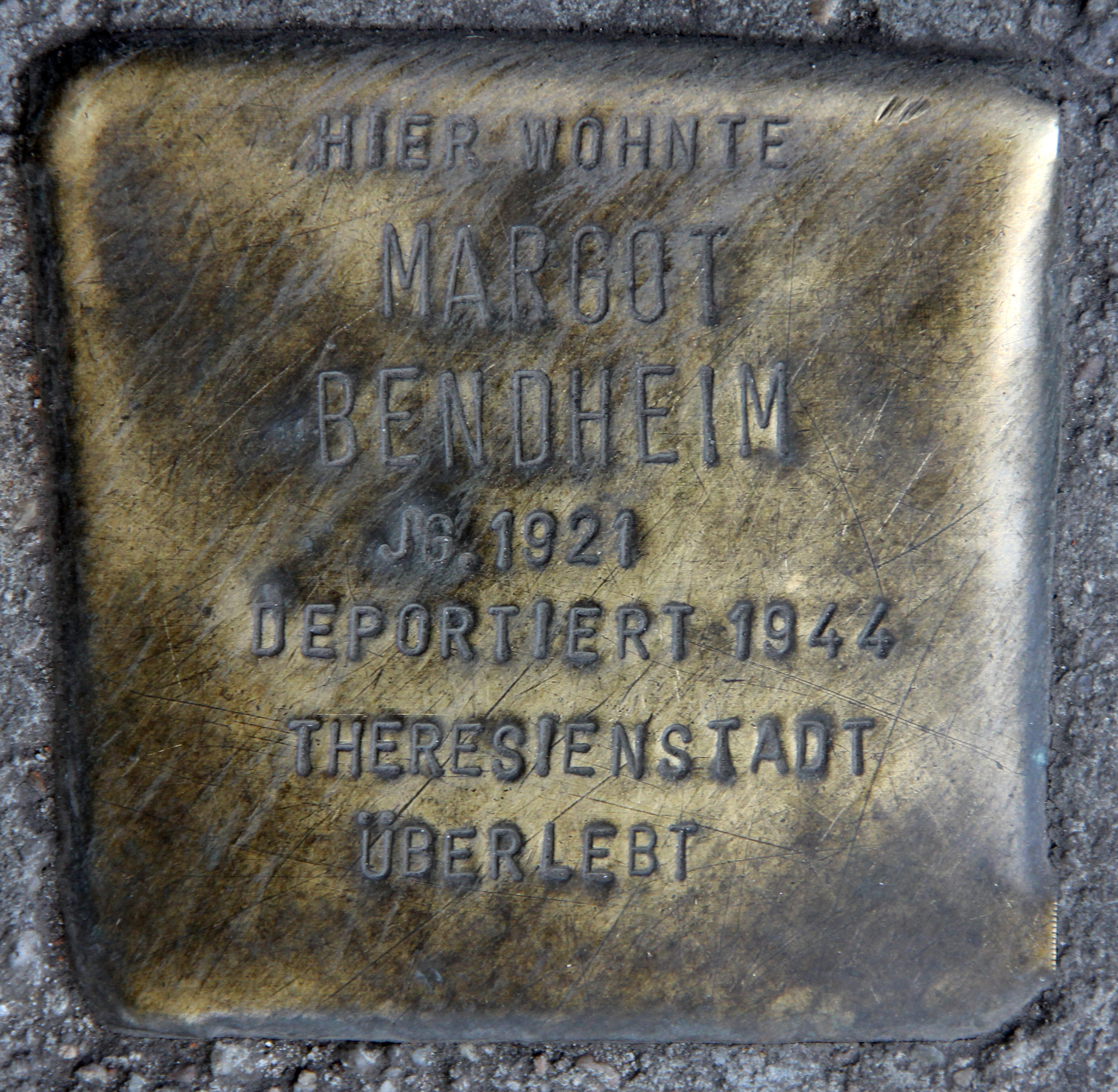
Stolperstein, Skalitzer Straße 32 in Berlin-Kreuzberg

Margot Friedländers Vater, der aus dem hessischen Langen nach Berlin gezogene Handlungsgehilfe und Kriegsveteran Arthur Bendheim, heiratete 1920 die aus Teschen (Österreichisch-Schlesien) stammende Auguste Gross, die während des Ersten Weltkriegs nach Berlin gekommen war und ein Knopfgeschäft eröffnet hatte. Die Familie war jüdisch. Margot Friedländer wurde am 5. November 1921 als Anni Margot Bendheim in Berlin geboren, 1925 ihr Bruder Ralph. 1937 ließen sich die Eltern scheiden. Ihr Vater flüchtete 1939 nach Frankreich und wurde am 10. August 1942 aus dem Sammellager Drancy in das KZ Auschwitz-Birkenau deportiert und dort ermordet. Die Geschwister lebten nach der Trennung bei der Mutter, ab 1939 in der Neuen Grünstraße 3 in Berlin-Mitte, ab 1941 in der Skalitzer Straße 32 in Berlin-Kreuzberg bei Rachela Meisner zur Untermiete. Mehrmals versuchten sie auszuwandern. 1938 verweigerten die USA die Immigration. Auch Versuche, nach Brasilien oder China auszuwandern, scheiterten. Am 20. Januar 1943 planten sie ihre Flucht zu Verwandten nach Oberschlesien, Ralph wurde aber von der Gestapo verhaftet. Die Mutter deponierte noch eine Handtasche mit ihrem Adressbuch und einer Bernsteinkette bei Nachbarn, bevor sie sich der Polizei stellte, um ihren Sohn zu begleiten. Die Nachbarn übermittelten Margot die mündliche Botschaft ihrer Mutter: „Versuche, dein Leben zu machen.“ Am 29. Januar 1943 wurden Auguste und Ralph Bendheim zusammen im 27. Osttransport nach Auschwitz deportiert. Im Vernichtungslager Auschwitz-Birkenau wurde die Mutter gleich in die Gaskammer geschickt, Ralph überlebte noch einen Monat.
Margot lebte fortan in verschiedenen Verstecken. Sie färbte sich die schwarzen Haare tizianrot und ersetzte den Judenstern durch eine Kette mit Kreuz. Sie ließ ihre Nase operativ verändern, um nicht dem Vorurteil über das Aussehen von Juden zu entsprechen und als Jüdin erkannt zu werden. Ihre wechselnden Verstecke fand sie bei Gegnern des Nationalsozialismus, wobei ihre Notlage jedoch auch ausgenutzt wurde. Im Frühjahr 1944 geriet sie in eine Kontrolle von „Greifern“ – Juden, die im Auftrag der SS andere Juden aufspüren und ausliefern sollten. Margot Friedländer ging ihr ganzes Leben lang davon aus, dass sie von der „Greiferin“ Stella Goldschlag an die Gestapo verraten worden war. Die beiden kannten sich vom Jüdischen Kulturbund. Friedländer wurde verhaftet und in das Konzentrationslager Theresienstadt gebracht. Dort traf sie Adolf Friedländer wieder, den sie von ihrer Arbeit als Kostümschneiderin beim Jüdischen Kulturbund kannte, wo er Leiter der Verwaltung war. Auch er hatte seine gesamte Familie verloren.
Gemeinsam überlebten Margot Bendheim und Adolf Friedländer den Holocaust. Sie heirateten und reisten 1946 per Schiff nach New York. Dort nahmen sie die Staatsbürgerschaft der Vereinigten Staaten an und schrieben ihren Nachnamen „Friedlander“. Die Ehe blieb kinderlos.
Margot Friedländer arbeitete in New York unter anderem als Änderungsschneiderin und Reiseagentin. 1997 starb ihr Mann. Nach seinem Tod besuchte sie einen Seniorenkurs für biografisches Schreiben des jüdischen Kulturzentrums 92Y, in dem ihr Mann Associate Executive Director gewesen war. Eine ihrer ersten Geschichten handelt von ihrer Befreiung aus dem Konzentrationslager. Durch die Veröffentlichung ihrer Geschichten lernte Margot Friedländer den Dokumentarfilmer Thomas Halaczinsky kennen, der mit ihr in ihrer alten Heimatstadt Berlin einen Dokumentarfilm drehte. Margot Friedländer nahm 2003 eine Einladung des Berliner Senats für „verfolgte und emigrierte Bürger“ an und besuchte ihre Heimatstadt. 2008 erschien ihre Autobiografie Versuche, dein Leben zu machen. Nach weiteren Besuchen in ihrer Heimatstadt beschloss sie, ganz zurückzukehren. Ab 2010 lebte sie wieder in Berlin. Sie erhielt die deutsche Staatsbürgerschaft zurück. Bis zu dreimal wöchentlich besuchte sie Schulen und andere Einrichtungen in ganz Deutschland, um über ihr Leben zu berichten. Dabei trug sie gelegentlich die Bernsteinkette, die sie von ihrer Mutter erhalten hatte.
2011 wurde ihr das Bundesverdienstkreuz am Bande verliehen, das ihr der damalige Bundespräsident Christian Wulff am 11. November im Schloss Bellevue überreichte. Die von ihr selbst gelesene Hörbuch-Fassung ihrer Erinnerungen wurde 2016 für den Deutschen Hörbuchpreis nominiert. Am 14. Mai 2019 erhielt Margot Friedländer für ihre Verdienste um ihre Aufklärungsarbeit im Beisein von Christian Wulff und Bundeskanzlerin Angela Merkel den „Talisman“ der Deutschlandstiftung Integration. Am 5. November 2021 vollendete Friedländer ihr 100. Lebensjahr.
Am 25. Mai 2022 wurde an Margot Friedländer die Ehrendoktorwürde des Fachbereichs Geschichts- und Kulturwissenschaften der Freien Universität Berlin verliehen. Sie wurde damit für ihre „überragenden Verdienste als Zeitzeugin“ und ihre „hervorragende wissenschaftliche Leistung“ als engagierte „Bürgerwissenschaftlerin“ geehrt. Als sie bei der Zeremonie gefragt wurde, ob sie ihre Arbeit fortsetzen oder sich nun zur Ruhe setzen wolle, antwortete sie: „Nö, so lang es geht, geht’s“, und ergänzte lachend: „Ich hab doch keine Langeweile.“
Am 23. Januar 2023 wurde Friedländer mit dem Bundesverdienstkreuz erster Klasse ausgezeichnet. In Zusammenhang mit der Verleihung wurde im Roten Rathaus eine Büste Friedländers von der Künstlerin Stephanie von Dallwitz enthüllt. Die Regierende Bürgermeisterin Berlins, Franziska Giffey, sagte über die Plastik, dass damit an prominenter Stelle gezeigt werde, „dass im Rathaus unserer Stadt auch all die Berliner Jüdinnen und Juden ihren Platz haben, die das menschenverachtende nationalsozialistische Regime vertrieben, deportiert oder ermordet hat“.
2024 wurde sie mit dem Berliner Bären ausgezeichnet. Am 4. Juni 2024 wurde sie im Berliner Bode-Museum von der Landesregierung Nordrhein-Westfalen mit der Mevlüde-Genç-Medaille dafür geehrt, dass sie „auf vielfältige Weise und mit großem Engagement an die Verbrechen des Nationalsozialismus erinnert“, so die Staatskanzlei Düsseldorf.
Die deutsche Vogue bildete sie in ihrer Juli-/August-Ausgabe 2024 auf dem Titelbild ab, in einem roten Miu-Miu-Mantel. Als junge Frau hatte sie davon geträumt, Schneiderin und Designerin zu werden, und sich 1936 an einer Berliner Kunstgewerbeschule eingeschrieben.
Am 4. April 2025 wurde Margot Friedländer in Münster mit dem Sonderpreis des Internationalen Preises des Westfälischen Friedens geehrt, den ihr Bundespräsident Frank-Walter Steinmeier überreichte.
Friedländer sprach am 7. Mai 2025 im Roten Rathaus zum 80. Jahrestag des Kriegsendes in Deutschland. Zwei Tage nach ihrem letzten öffentlichen Auftritt starb sie am 9. Mai 2025 im Alter von 103 Jahren in Berlin. An diesem Tag wollte ihr Bundespräsident Steinmeier das Große Verdienstkreuz aushändigen, das er ihr zuvor bereits verliehen hatte. Die Beisetzung erfolgte am 15. Mai 2025 auf dem Jüdischen Friedhof Berlin-Weißensee in einem Ehrengrab, das sie als Ehrenbürgerin Berlins erhielt.

## Stiftung und Preis
Im Jahr 2023 gründete sie die Margot Friedländer Stiftung zur Fortführung der Zeitzeugenarbeit und der Verleihung des Margot Friedländer Preises.
Im Jahr 2014 wurde zum ersten Mal der Margot-Friedländer-Preis durch die Schwarzkopf-Stiftung verliehen. Seit 2024 wird der Margot-Friedländer-Preis von der Margot Friedländer Stiftung verliehen. Mit dem Preis sollen Menschen ausgezeichnet werden, die sich mit Aktionen und Initiativen für Toleranz, Menschlichkeit und gegen Antisemitismus oder Demokratiefeindlichkeit einsetzen – etwa in Schulen, Universitäten oder Vereinen.

## Publikationen
- Margot Friedländer mit Malin Schwerdtfeger: «Versuche, dein Leben zu machen». Als Jüdin versteckt in Berlin. Rowohlt Berlin, Berlin 2008, ISBN 978-3-87134-587-6.
  - Hörbuch (1 MP3-CD), gelesen von Margot Friedländer. Berlin 2015, speak low, ISBN 978-3-948674-15-1.
- Ich hatte doch noch nicht gelebt. In: Tina Hüttl, Alexander Meschnig (Hrsg.): Uns kriegt ihr nicht: als Kinder versteckt – jüdische Überlebende erzählen. Piper, München 2013, ISBN 978-3-492-05521-5, S. 46–65. Kurzbiografie auf S. 65 f.
- Matthias Ziegler: Ich lieb’ Berlin. Margot Friedländer zum 100. Geburtstag. Ein Portrait. Bildband, Lexxion Verlag, Berlin 2021, ISBN 978-3-86965-381-5.

## Ehrungen
- 2009: Einhard-Preis für Versuche, dein Leben zu machen
- 2011: Bundesverdienstkreuz am Bande[20]
- 2016: Verdienstorden des Landes Berlin
- 2018: Obermayer German Jewish History Award (Distinguished Service Award)
- 2018: Ehrenbürgerwürde Berlins[37]
- 2018: Preis der Deutschen Gesellschaft e. V. für Verdienste um die deutsche und europäische Verständigung[38]
- 2019: „Talisman“ der Deutschlandstiftung Integration
- 2021: Jeanette-Wolff-Medaille der Gesellschaft für christlich-jüdische Zusammenarbeit[39]
- 2022: Ehrendoktorwürde des Fachbereichs Geschichts- und Kulturwissenschaften der Freien Universität Berlin[24]
- 2022: Walther-Rathenau-Preis (Laudator Frank-Walter Steinmeier)[40]
- 2023: Verdienstkreuz 1. Klasse des Verdienstordens der Bundesrepublik Deutschland[41]
- 2023: Berlinerin des Jahres[42]
- 2024: Berliner Bär[27]
- 2024: Mevlüde-Genç-Medaille des Landes Nordrhein-Westfalen[43]
- 2024: Brigitte Award, Ehrenpreis[44]
- 2024: Deutscher Fernsehpreis (Bester Fernsehfilm/Mehrteiler) für Ich bin! Margot Friedländer[45]
- 2024: Preis für Verständigung und Toleranz[46]
- 2024: Bambi in der Kategorie Mut[47]
- 2024: 3sat-Publikumspreis für den Film Ich bin! Margot Friedländer[48]
- 2025: Sonderpreis des Westfälischen Friedenspreises[31]
- 2025: Großes Verdienstkreuz der Bundesrepublik Deutschland[49]

## Dokumentarfilme
- Don’t Call It Heimweh. Film über Margot Friedländers Besuche in Berlin, von Thomas Halaczinsky, USA 2004, 60 Minuten.[50]
- Späte Rückkehr, von Thomas Halaczinsky, 2010, 45 Minuten.
- Jahrhundertzeugen – Margot Friedländer, eine Graphic-Novel-Erzählung von Martin Priess und Michaela Kolster[51]
- Ich bin! Margot Friedländer, Dokudrama, Drehbuch: Hannah und Raymond Ley, UFA Documentary im Auftrag des ZDF, 2023 (2024 ausgezeichnet mit dem Deutschen Fernsehpreis und dem Bayerischen Fernsehpreis), ca. 90 Minuten.[52]
- Angekommen, Margot Friedländer, Berlin. Regie: Sabine Scharnagl und Thomas Halaczinsky, 43 Min., ARD 2021 (Der Film versucht die Frage zu beantworten, wie  sie ihr altes, neues Land Berlin und die Entwicklungen der letzten Jahre dort sieht?Friedländer kommentiert zeitgenössische Bilder und wird bei Begegnungen nach 2003 gezeigt.)[53]

## Audioguide
Seit Juni 2013 sind Margot Friedländers Erlebnisse während des Zweiten Weltkrieges in Berlin und ihre Deportation in das Konzentrationslager Theresienstadt in einem Audioguide aufgearbeitet. In einem interaktiven Stadtrundgang durch Berlin können Zuhörer verschiedene Stationen und Verstecke erlaufen. Die einzelnen Stationen wurden von Margot Friedländer eingesprochen und mit dem Potsdamer Unternehmen Yopegu produziert.